# Mount Isa
Mount Isa è una città del Gulf Country nel Queensland, in Australia. È nata grazie all'esistenza di vasti giacimenti minerari rinvenuti nella zona. Mount Isa Mines (MIM) è una delle miniere più produttive nella storia del mondo, basata sulla produzione combinata di piombo, argento, rame e zinco.
Con una popolazione di 23.000 persone nella città e 31.000 persone, nel quartiere circostante, Mount Isa è il centro amministrativo, commerciale e industriale per tutta la vasta regione nord-occidentale del Queensland. Pur essendo situata in una zona arida, il lago artificiale di Moondarra, a 19 km a nord della città sul fiume Leichhardt fornisce l'acqua potabile e permette di praticare sport acquatici, birdwatching e attività ricreative.